# عيادة تعليمية
العيادة التعليمية هي عيادة مريض خارجي يتم فيها تقديم الرعاية الطبية للمرضى المتجولين - وهذا بخلاف المرضى المقيمين الذين يتلقون العلاج داخل المستشفى. وفي أغلب الأحيان يكون الهدف من العيادات التعليمية هو تقديم التسهيلات التعليمية وتقديم الرعاية الطبية للمرضى مجانًا أو بمقابل زهيد.
وتختلف العيادات التعليمية عن العيادات الصحية حيث تُقدم الرعاية الطبية من قبل طلبة الدراسات العليا تحت إشراف مقدمي الرعاية الطبية المرخصين أو يقوم مقدمي الرعاية الطبية بتقديم الخدمات الطبية للمرضى ومن ثم يتلقى الطلبة التدريب وعملية التعليم.
وتقدم العيادات التعليمية هدفًا مزدوجًا، حيث توفر عملية التعليم والتدريب واكتساب المهارات لطلبة الرعاية الطبية، في نفس الوقت تقوم بتقديم الرعاية الطبية للمرضى بمقابل زهيد.